# Episodi di Flikken - Coppia in giallo (quarta stagione)
La quarta stagione della serie televisiva Flikken - Coppia in giallo (Flikken Maastricht) è andata in onda nei Paesi Bassi dal 29 gennaio 2010 su TROS.
In Italia ha esordito nel 2011 su Rete 4.
| nº | Titolo originale | Titolo italiano  | Prima TV Paesi Bassi | Prima TV Italia |
| -- | ---------------- | ---------------- | -------------------- | --------------- |
| 1  | Optreden         | Il concerto      | 29 gennaio 2010      |                 |
| 2  | Jagers           | Cacciatori       | 5 febbraio 2010      |                 |
| 3  | Heksen           | Le streghe       | 5 marzo 2010         |                 |
| 4  | Vuil spel        | Gioco sporco     | 12 marzo 2010        |                 |
| 5  | Huis en Haard    | Casa dolce casa  | 19 marzo 2010        |                 |
| 6  | Verkracht        | Rompicapo        | 26 marzo 2010        |                 |
| 7  | Ripdeal          | La truffa        | 2 aprile 2010        |                 |
| 8  | Ome Will         | Senza traccia    | 9 aprile 2010        |                 |
| 9  | Alarm            | Allarme          | 16 aprile 2010       |                 |
| 10 | Hangen           | Appeso a un filo | 23 aprile 2010       |                 |